# Шаптебой, Василий Васильевич
Василий Васильевич Шаптебой (бел. Васіль Васільевіч Шапцябой; род. 1979) — белорусский спортсмен, участник зимних (лыжи и биатлон) и летних (велосипед и лёгкая атлетика) Паралимпийских игр; Заслуженный мастер спорта Республики Беларусь.
Был знаменосцем Беларуси на церемонии закрытия зимних Паралимпийских игр 2014 года в Сочи.

## Биография
Родился 10 ноября 1979 года. Имел врождённое нарушение зрения.
Начал кататься на лыжах в 1993 году в школе для детей с нарушением зрения в Молодечно, Беларусь.
Выступал за клуб «Динамо», готовился в Республиканском центре олимпийской подготовки по паралимпийским видам спорта и Могилевской областной школе высшего спортивного мастерства.
В настоящее время проживает в Могилёве. Женат, в семье три дочери: Ангелина, Алиса и Анна.

## Достижения
Свою паралимпийскую карьеру Василий Шаптебой начал в 2000 году на летней Паралимпиаде в Сиднее, Австралия, где завоевал бронзовую медаль в мужской эстафетной гонке T13. В 2004 году он принимал участие в летних Паралимпийских играх в Афинах, где выиграл золотые медали в гонках на тандеме и в гонках на время для слабовидящих. Он участвовал в велоспорте на летних Паралимпийских играх 2012 года в Лондоне, но не стал медалистом.
Его первое выступление на зимних Паралимпийских играх состоялось в Турине, Италия, в 2006 году, где он завоевал бронзовую и серебряную медали в лыжных гонках. На следующих играх в 2010 году в Ванкувере, Канада, Василий завоевал две бронзовые награды в лыжных гонках и биатлоне. На Паралимпийских играх в Сочи 2014 года он дважды стал бронзовым призёром в биатлоне на дистанциях 7,5 и 12,5 километров. Он был одним из самых опытных участников зимних Паралимпийских играх 2018 года в Пхёнчхане, Южная Корея, но простудился за два дня до первой гонки, что негативно повлияло на его выступления.
Кроме Паралимпийских игр Шаптебой участвовал в различных чемпионатах мира в велосипедном спорте, лёгкой атлетике и биатлоне.